# Belvédère sur la Pfingstberg
Pour les articles homonymes, voir belvédère.

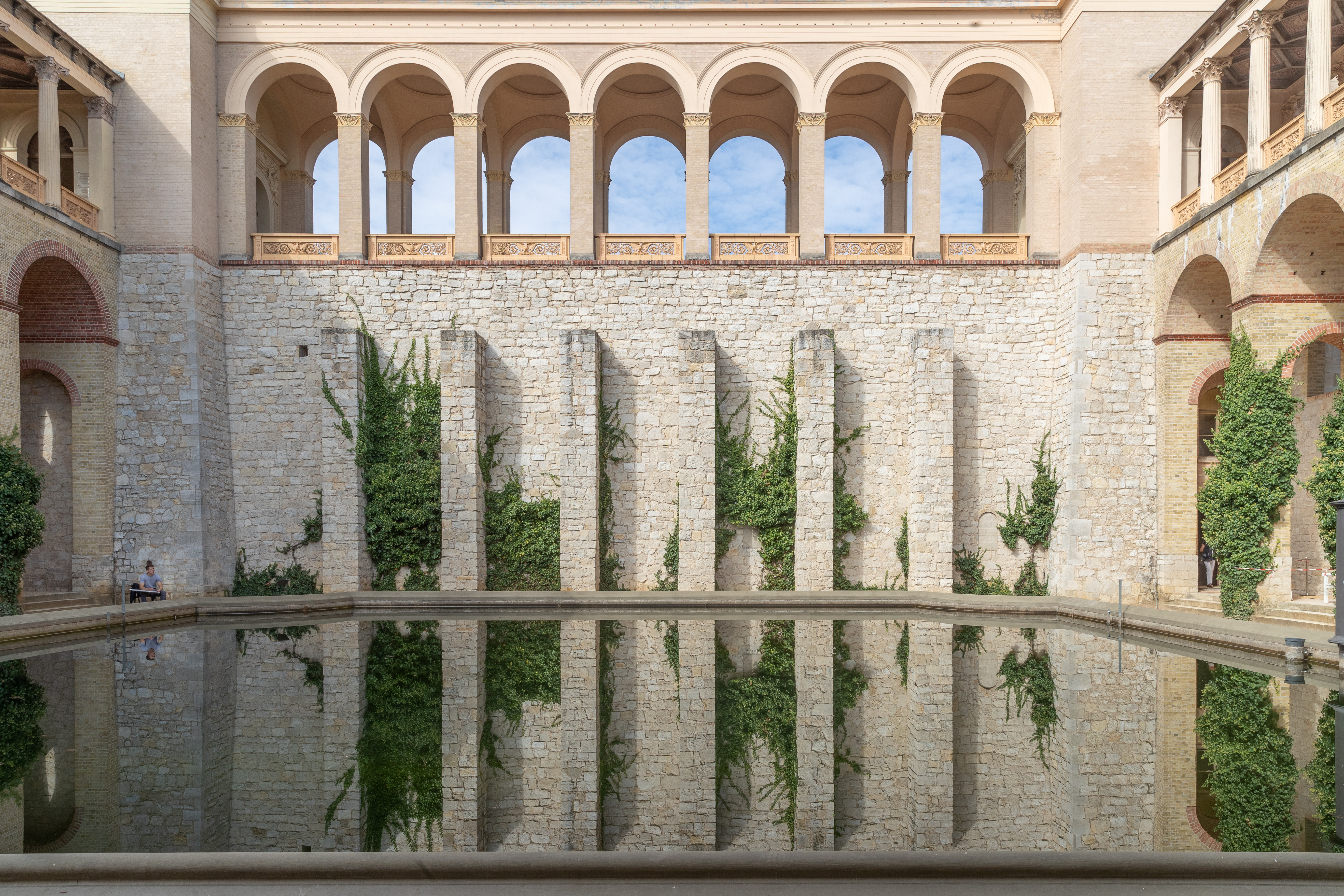
Colonnade se réfléchissant dans l'eau au belvédère sur la Pfingstberg. Septembre 2020.

Le belvédère sur la Pfingstberg ou belvédère du mont de la pentecôte (Belvedere auf dem Pfingstberg) est un monument historique au nord du Nouveau Jardin à Potsdam en Allemagne, au sommet de la Pfingstberg (de) (le « mont de la Pentecôte ») qui culmine à 76 m au-dessus du niveau de la mer.
Il a été érigé sous Frédéric-Guillaume IV de Prusse d'après les plans de Ludwig Persius, Friedrich August Stüler et Ludwig Ferdinand Hesse inspirés par l'architecture de la Renaissance italienne. La première structure a été construite entre 1847 et 1852 et le reste dans une deuxième phase entre 1860 et 1863. Les jardins environnants ont été conçus par Peter Joseph Lenné.
Il est inscrit depuis 1999 au patrimoine mondial de l'Unesco. 